# مشينما

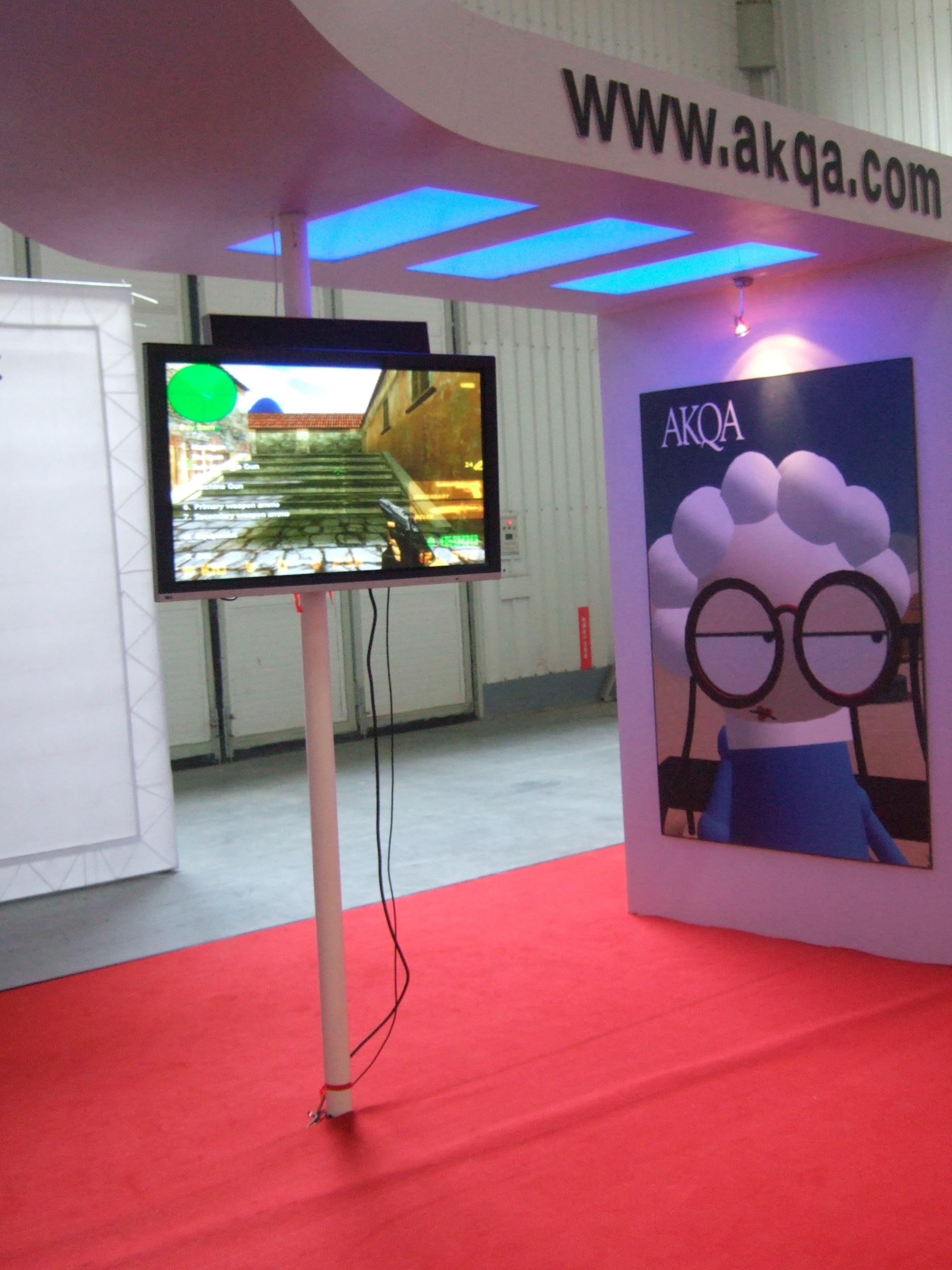
Machinima Island التي طورتها Inter-Activa في معرض AKQA آسيا

كلمة مشينما (بالإنجليزية: machinima) هي دمج بين كلمتي (machine) أي آلة، و(cinema) أي سينما، وتعني استخدام محركات التصيير الرسومية (محركات ثلاثية الأبعاد) لتوليد رسومات حاسوبية متحركة. ويستخدم هذا المصطلح أيضاً للدلالة على الأعمال التي تحوي هذه الطرق من التحريك.

## روابط خارجية
- Machinima.com، موقع رئيسي للمشينما يحتوي على مجموعة كبيرة من الأفلام والمقالات
- http://www.warcraftmovies.com